# Malimbe à bec bleu
Malimbus nitens
Espèce
Statut de conservation UICN

 LC  : Préoccupation mineure
Le Malimbe à bec bleu (Malimbus nitens) est une espèce de passereaux appartenant à la famille des Ploceidae.
Cet oiseau est répandu à travers l'Afrique équatoriale.